# Bel-bani
Bel-bani (akad. Bēl-bāni, w transliteracji z pisma klinowego zapisywane (m)(d)EN-ba-ni, tłum. „Pan jest stworzycielem”) – jeden z wczesnych królów Asyrii (ok. 1700 r. p.n.e.) wymieniany w  Asyryjskiej liście królów i Synchronistycznej liście królów. Był pierwszym władcą asyryjskim, który panował po okresie zamętu i wojen domowych z końca XVIII w. p.n.e., kiedy to, po upadku amoryckiej dynastii Szamszi-Adada I, kilku samozwańczych królów walczyło ze sobą o pełnię władzy w Asyrii. Bel-bani ustabilizował sytuację polityczną w państwie i dał początek nowej dynastii królów asyryjskich. Pamięć o nim przetrwała bardzo długo i nawet po upływie tysiąca lat tacy władcy asyryjscy jak Asarhaddon (681–669 p.n.e.) czy Aszurbanipal (669–627? p.n.e.) z dumą wywodzili swój rodowód właśnie od niego. 
Asyryjska lista królów podaje, że po krótkim okresie rządów siedmiu walczących ze sobą samozwańczych królów, z których każdy nazywany jest „synem nikogo” (dumu la ma-ma-na), tron asyryjski przejął syn jednego z nich, króla Adasiego, o imieniu Bel-bani. Sam Bel-bani rządzić miał Asyrią przez 10 lat, a po nim władzę sprawować mieli kolejno jego syn Libaja, wnuk Szarma-Adad I, prawnuk Iptar-Sin i drugi syn Bazaja, a następnie potomkowie Bazaji. Bel-bani wzmiankowany jest również w Synchronistycznej liście królów, dziele wymieniającym w dwóch paralelnych kolumnach imiona królów asyryjskich i babilońskich. Zgodnie z tym źródłem babilońskim królem współczesnym Bel-baniemu miał być Iszkibal z I dynastii z Kraju Nadmorskiego.
Nie są znane żadne inskrypcje Bel-baniego, ale do króla tego jako do swojego przodka odwoływali się wielokrotnie władcy z dynastii Sargonidów. Asarhaddon w swych inskrypcjach nazywa siebie „potomkiem (liplippi) Bel-baniego, króla Asyrii, syna Adasiego”, „królewskim potomkiem (lillippi šarrûti) Bel-baniego, króla Asyrii”, czy też „nasieniem władzy królewskiej (zēr šarrûti) z wiecznej linii Bel-baniego, syna Adasiego, który ustanowił władzę królewską w Asyrii”. Aszurbanipal, syn Asarhaddona, idąc w ślady ojca, również w swej inskrypcji mówi o sobie jako o „potomku (liplippi) Bel-baniego, syna Adasiego, którego miejscem pochodzenia było miasto Aszur”. Tak samo robi Szamasz-szuma-ukin, król Babilonii i brat Aszurbanipala, który w swej inskrypcji dotyczącej prac renowacyjnych przy świątyni E-zida w Borsippie nazywa siebie „nasieniem władzy królewskiej (zēr šarrûti) z wiecznej linii Bel-baniego, syna Adasiego, latorośli miasta Aszur”.